# Райков, Дмитрий Абрамович
Дмитрий Абрамович Райков (29 октября (11 ноября) 1905, Одесса — 30.12.1980, Москва) — советский математик, специалист в области функционального анализа, теории вероятностей и общей топологии. Профессор МГПИ. Автор известных учебников, переводчик ряда классических книг по математике на русский язык.

## Биография
В 1920—1923 гг. учился на рабфаках Одесского и Московского университетов. В 1929 году окончил физико-математический факультет Московского университета.
В 1920-е годы Д. А. Райков был активным комсомольским работником, секретарем комсомольской организации в МГУ. Принимал участие в дискуссии 1929—1930 гг. о целесообразности теоретических научных исследований, которые считал ненужными. Однако вскоре отказался от этой точки зрения и позднее, уже в Воронеже, занимался теорией чисел и читал лекции по ТФДП и теории чисел.
В 1929—1930 гг. Д. А. Райков вместе с Г. К. Хворостиным возглавлял кампанию против Д. Ф. Егорова, проводившуюся «пролетарским студенчеством» в Институте математики и механики МГУ. В 1932 году участвовал в работе над математическими рукописями К. Маркса.
В 1933 году Д. А. Райков был исключён из партии за троцкизм и выслан в Воронеж, где преподавал в Воронежском университете. Однако уже через два года он был оправдан, восстановлен в партии и вернулся в Москву.
В 1935—1943 гг. Д. А. Райков работал в Гостехиздате, в 1938—1948 гг. в Математическом институте АН СССР. Доктор физико-математических наук (1941), профессор (1950).
В годы Великой Отечественной войны Д. А. Райков служил в ополчении, имел правительственные награды, был ранен, после чего демобилизован.
В 1949—1952 гг. Д. А. Райков работал в Костромском педагогической институте.
В 1952—1956 гг. Д. А. Райков работал в Шуйском педагогической институте. Был первым заведующим кафедрой математики.
Из Шуи Д. А. Райкова пригласил в Москву хорошо знавший его П. С. Новиков, который тогда заведовал кафедрой математического анализа в Московском пединституте им. В. И. Ленина (бывшие Высшие женские курсы). В Московском пединституте Д. А. Райков работал с 1957 года до конца жизни, одновременно с этим читал спецкурсы и руководил аспирантами в МГУ, сотрудничал с математическими редакциями.

## Вклад
Теорией вероятностей Д. А. Райков начал заниматься под руководством А. Я. Хинчина. Известно, что компоненты многомерного нормального распределения имеют нормальное распределение (теорема Крамера). Д. А. Райков в 1938 году установил, что аналогичная теорема имеет место и для распределения Пуассона.
Относящиеся к теории чисел исследования Д. А. Райкова связаны с доказательством асимптотического закона распределения простых чисел.
С помощью теоремы Крейна — Мильмана Д. А. Райков доказал существование полной системы унитарных представлений локально компактной группы.
Совместно с И. М. Гельфандом предложил схему аналитического построения теории характеров топологических групп.
Д. А. Райков получил ряд общих результатов в области гармонического анализа.
Д. А. Райков перевёл с английского, немецкого и итальянского языков ряд известных книг по различным разделам математики. Среди них «Лекции по теории алгебраических чисел» Э. Гекке (1940), «Современная алгебра» Б. Л. ван дер Вардена (1947), «Задачи и теоремы из анализа» Г. Полиа и Г. Сеге (1956), «Введение в теорию интегралов Фурье» Е. Титчмарша (1948), «Расходящиеся ряды» Г. Харди (1951), «Лекции по уравнениям в частных производных» Ф. Трикоми (1957), «Конечномерные векторные пространств» П. Халмоша (1963), «Введение в дифференциальное и интегральное исчисление» Э. Ландау (1948) и многие другие.

## Некоторые труды
- Броншейн И. Н., Райков Д. А. Справочник по элементарной математике, механике и физике. 3-е изд. — М.: ОГИЗ, 1943.
- Гельфанд И. М., Райков Д. А., Шилов Г. Е. Коммутативные нормированные кольца // УМН, 1:2(12) (1946), 48-146.
- Делоне Б. Н., Райков Д. А. Аналитическая геометрия, Том 1. — М.: ГИТТЛ, 1948.
- Делоне Б. Н., Райков Д. А. Аналитическая геометрия, Том 2. — М.: ГИТТЛ, 1949.
- Гельфанд И. М., Райков Д. А., Шилов Г. Е. Коммутативные нормированные кольца. — М.: Физматгиз, 1960.
- Райков Д. А. Векторные пространства. — М.: Физматгиз, 1962.
- Райков Д. А. Одномерный математический анализ. — М.: Высшая школа, 1982.
- Райков Д. А. Многомерный математический анализ. — М.: Высшая школа, 1989.